# Emil Škoda
Emil Škoda, född 19 november 1839 i Plzeň, Böhmen, Kejsardömet Österrike, död 8 augusti 1900 utanför Selzthal, Österrike, var en böhmisk ingenjör och industriman. 
Skoda ägde och kom att prägla utvecklingen av Škodaverken. Han har även gett namn åt bilmärket Škoda.

## Biografi
Skoda började 1866 arbeta som överingenjör vid ett verkstadsföretag i Plzeň som han 1869 köpte och som efter honom fick namnet Škodaverken. Under hans ledning växte företaget till att ha 4000 anställda. Företaget levererade till sockerfabriker, bryggerier och gruvor och senare blev man vapentillverkare. Senare spreds verksamheten till andra tunga industriprodukter som lok, ångturbiner, flygplan, bilar och verktygsmaskiner.